# Эттенхаузен
Эттенхаузен (нем. Ettenhausen) — населённый пункт в Швейцарии, в кантоне Тургау.
Входит в состав округа Фрауэнфельд. Находится в составе коммуны Адорф. Население составляет 1130 человек (на 31 декабря 2005 года). Официальный код — 4551.